# Halfway Gone
«Halfway Gone» es el primer sencillo de la banda de rock alternativo Lifehouse de su álbum Smoke & Mirrors. Fue lanzado por primera vez a través de descarga digital en los Estados Unidos y Canadá el 26 de octubre de 2009. A continuación, se solicitó a la corriente principal de la radio el 12 de enero de 2010. Posteriormente se lanzaron varios remixes de la canción en iTunes el 6 de abril de 2010 en un álbum llamada Halfway Gone Remixes. 
La canción fue un éxito comercial, llegando a las listas de Canadá, Estados Unidos, Australia, Austria, Bélgica, Alemania, los Países Bajos y Nueva Zelanda. El video musical retrata al cantante de Lifehouse, Jason Wade, que canta la mayor parte de las letras en un parque local, y también cuenta con varias personas anónimas que cantan las letras también. La banda ha realizado la canción en vivo en varias ocasiones.

## Composición
"Halfway Gone" fue descrito como una "diversión pop rock [canción] que alegrar el día de la mayoría de la gente" por Alex Lai de Contactmusic.com. Nathaniel Schexnayder de Jesus Freak Hideout llama la canción de una "canción efectiva de rock", señalando que la canción es "un fácil destacado álbum, así como un solo golpe". Michael Menachem de Billboard dio una opinión positiva de la canción diciendo que "la canción se abre con borrosa' wooh-ooh-ooh 'que establecer un ritmo uptempo, y su animado ritmo, bailable funciona bien con el vocalista Jason Wade, que vacilan entre íntimo y explosiva ". También dijo que el trabajo con Kevin Rudolf y Jacob Kasher dio lugar a "un sonido fresco para Lifehouse ya que la banda pretende extender su carrera en las listas Hot AC y Billboard Hot 100"." Ultimate Guitar describió la canción como "laid- de vuelta en su enfoque ", pero elogiaron sus" ganchos y respaldo infecciosa 'whoas' en el coro ".

## Vídeo musical
El video musical, dirigido por Frank Borin, fue lanzado por primera vez en el sitio web oficial de Lifehouse el 24 de noviembre de 2009. Más tarde ese día, también fue lanzado en iTunes. Se cuenta con todos los miembros de Lifehouse cantar la voz principal, y también cuenta con personas diversas, incluyendo actrices Lola Blanc y Aurelia Scheppers, cantando la voz principal a lo largo del video musical. 
En el video musical, comienza con una vista fuera de foco de Wade, aparentemente solo, subiendo una colina hacia la cámara. Cuando se detiene y comienza a cantar, la cámara entra en el enfoque y los demás miembros de la banda salió de detrás de él y empezar sincronización de labios de sus voces. Un grupo de personas (en el que uno de ellos es YouTube estrella, Wendy McColm) tire hacia arriba en los coches y también playback de la canción, además de realizar otras actividades durante todo el video. Efectos del vídeo permiten a las personas aparecen aparentemente de la nada todo el vídeo. 
El video fue filmado en el Anthony C. Beilenson Parque (antes Balboa Park) en el Lago Balboa barrio de Los Angeles 'Valle de San Fernando.

## Remixes
Tres remixes de "Halfway Gone" fue lanzado el 6 de abril de 2010 en un extended play en iTunes, titulado Halfway Gone Remixes. Los nombres de los remixes son el "Morgan Page Remix", el "Jody Den Broeder Club Remix" , y el "Fred Falke Remix". Los remixes fueron mezclados por las casas progresivas productores Morgan página y Jody Den Broeder, y la música house productor Fred Falke. 
Hayley Beck de CWG Magazine dio una opinión positiva de la EP, diciendo: "Honestamente yo podía escuchar estas canciones están jugando en un club nocturno, y que sin duda nunca se hubieran imaginado yo bailando alrededor de una pista de Lifehouse" Ella continúa describiendo el álbum, y describe las voces como "voces gruesas establecidos sobre un ritmo Dancingly, suave."

| N.º | Título                                       | Duración |  |
| 1.  | «Halfway Gone (Morgan Page Remix)»           | 7:23     |  |
| 2.  | «Halfway Gone (Jody Den Broeder Club Remix)» | 7:31     |  |
| 3.  | «Halfway Gone (Fred Falke Remix)»            | 7:25     |  |

## Posicionamiento en listas
| Listas (2009–2010)                          | Máxima posición |
| ------------------------------------------- | --------------- |
| Alemania (Offizielle Deutsche Charts)       | 35              |
| Australia (ARIA)                            | 30              |
| Austria (Ö3 Austria Top 40)                 | 40              |
| Bélgica (Flandes) (Ultratip Bubbling Under) | 2               |
| Canadá (Canadian Hot 100)                   | 67              |
| Estados Unidos (Billboard Hot 100)          | 50              |
| Estados Unidos (Adult Contemporary)         | 12              |
| Estados Unidos (Adult Top 40)               | 2               |
| Estados Unidos (Hot Dance Club Songs)       | 16              |
| Estados Unidos (Mainstream Top 40)          | 25              |
| Nueva Zelanda (Recorded Music NZ)           | 34              |
| Países Bajos (Dutch Top 40)                 | 14              |
| Países Bajos (Mega Single Top 100)          | 64              |